# 米卢廷·绍什基奇
米卢廷·绍什基奇（羅馬化：Milutin Šoškić，1937年12月31日—2022年8月27日），塞尔维亚男子足球运动员，场上位置是守门员。他曾代表南斯拉夫参加1960年夏季奥林匹克运动会足球比赛，获得一枚金牌。